# Gambie na Letních olympijských hrách 2008
Gambie se účastnila Letní olympiády 2008 ve dvou sportech. Zastoupena byla třemi sportovci.

## Atletika
Fatou Tiyana, Suwaibou Sanneh

## Box
Badou Jack